# Hook Dillon
John Turley "Hook" Dillon (Savannah, Georgia, 8 de enero de 1924-Winston-Salem, Carolina del Norte, 18 de enero de 2004) fue un jugador de baloncesto estadounidense que disputó una temporada en la NBA. Con 1,91 metros de estatura, jugaba en la posición de alero.

## Trayectoria deportiva

### Universidad
Jugó durante tres temporadas con los Tar Heels de la Universidad de Carolina del Norte en Chapel Hill, adquiriendo la fama a nivel nacional después de un partido disputado en el Madison Square Garden ante la Universidad de Nueva York, en el que anotó 21 puntos, la mayoría de ellos gracias a su lanzamiento de gancho (hook), que le hizo ganarse su apodo. Lideró al equipo en anotación en 1946, llevándoles a disputar por vez primera la Final Four del torneo de la NCAA. Esa temporada apareció además en el primer equipo consensuado All-America, y en el mejor quinteto de la Southern Conference.

### Profesional
Fue elegido en el Draft de la BAA de 1948 por Chicago Stags, pero no fue hasta la temporada 1949-50 cuando fichó por los Washington Capitols, donde jugó 22 partidos en los que promedió 1,6 puntos por partido.

## Estadísticas de su carrera en la NBA

### Temporada regular
| Temporada | Edad | Equipo              | Liga | P  | TIT | MIN | TC  | TCA | %TC  | 3P | 3PA | %3P | TL  | TLA | %TL  | R.OF. | R.DEF. | REB | ASIS | ROB | TAP | PER | FP  | PTS |
| 1949-50   | 26   | Washington Capitols | NBA  | 22 |     |     | 0.5 | 2.5 | .182 |    |     |     | 0.7 | 1.0 | .727 |       |        |     | 0.2  |     |     |     | 0.9 | 1.6 |
| Total     |      |                     | NBA  | 22 |     |     | 0.5 | 2.5 | .182 |    |     |     | 0.7 | 1.0 | .727 |       |        |     | 0.2  |     |     |     | 0.9 | 1.6 |

### Playoffs
| Temporada | Edad | Equipo              | Liga | P | MIN | TCA | TC | 3PA | 3P | TLA | TL | R.OF. | REB | ASIS | ROB | TAP | PER | FP | PTS | %TC   | %3P | %FT   | MIN | PTS | REB | AST |
| 1949-50   | 26   | Washington Capitols | NBA  | 1 |     | 1   | 1  |     |    | 2   | 2  |       |     | 0    |     |     |     | 2  | 4   | 1.000 |     | 1.000 |     | 4.0 |     | 0.0 |
| Total     |      |                     | NBA  | 1 |     | 1   | 1  |     |    | 2   | 2  |       |     | 0    |     |     |     | 2  | 4   | 1.000 |     | 1.000 |     | 4.0 |     | 0.0 |